# Ернст II фон Мансфелд-Фордерорт
Ернст II фон Мансфелд-Фордерорт (на немски: Ernst II von Mansfeld-Vorderort; * 6 декември 1479; † 9 май 1531, Артерн, Тюрингия) е граф на Мансфелд-Фордерорт (1484 – 1531).

## Биография
Той е син на граф Албрехт III фон Мансфелд-Фордерорт († 1484) и съпругата му Сузана фон Бикенбах († 1530), дъщеря на Конрад VII фон Бикенбах-Хоенберг (+ 1483) и графиня Агнес фон Насау-Висбаден (ок. 1426 – 1485), дъщеря на граф Адолф II фон Насау-Висбаден-Идщайн (1386 – 1426) и маркграфиня Маргарета фон Баден (1404 – 1442).
Ернст е командир в армията на херцога на Саксония. Той умира на 9 май 1531 г. в Алтерн, Тюрингия, на 51 години и е погребан в църквата „Св. Андреас“ в Айзлебен, където са погребани и съпругите му Барбара фон Кверфурт († 1511) и Доротея фон Золм-Лих († 1578).

## Фамилия
Ернст II има общо двадесет и две деца.
Първи брак: през 1500 г. в Кверфурт с Барбара фон Кверфурт (* ок. 1485; † 23 януари 1511), дъщеря на Бруно IX фон Кверфурт († 1495) и Бригита фон Щолберг (1468 – 1518), дъщеря на граф Хайнрих IX фон Щолберг († 1511) и Маргарета фон Мансфелд († 1469). Те имат децата:
- 3 дъщери
- Катарина (* 1 октомври 1501; † 1535), омъжена 1517 г. за херцог Филип I фон Брауншвайг-Грубенхаген (1476 – 1551)
- Филип II фон Мансфелд-Борнщет (* 1502; † 9 юли 1546), женен на 26 февруари 1536 г. за бургграфиня Амалия фон Лайзниг (1508 – 1569)
- Кристоф (* 1503; † 26 август 1535)
- Агнес (* 18 декември 1504; † 1570), омъжена за бургграф Георг III фон Лайзниг (1496 – 1531)
- Барбара (* 1505; † 1529), омъжена 1524 г. за граф Улрих X фон Регенщайн-Бланкенбург 'Млади' (1499 – 1551)
- Амалия (* ок. 1506 – сл. 1557), омъжена ок. 1521 г. за Хайнрих XIII Ройс цу Грайц († 1535)
- Ернст III († 1531)
- Амалия (* 1506? – сл. 1554)

Втори брак: на 14 юни 1512 г. с графиня Доротея фон Золм-Лих (* 25 януари 1493; † 8 юни 1578), дъщеря на граф Филип фон Золмс-Лих (1468 – 1544) и графиня Адриана фон Ханау-Мюнценберг (1470 – 1524). Те имат децата:
- Доротея (* 1519; † 23 април 1550), омъжена на 25 декември 1547 г. за фрайхер Георг I фон Шьонбург-Глаухау (1529 – 1585), син на фрайхер Ернст II фон Шьонбург-Валденбург (1486 – 1534) и съпругата му бургграфиня Амалия фон Лайзниг (1508 – 1560)
- Йохан Георг I фон Мансфелд-Айзлебен (* 1515; † 14 август 1579), граф на Мансфелд-Айзлебен, женен 1541 г. за Катарина фон Мансфелд-Хинтерорт (* 1520/1521; † 26 май 1582), дъщеря на граф Албрехт VII фон Мансфелд-Хинтерорт (1481 – 1560) и Анна фон Хонщайн-Клетенберг († 1559)
- Анна († 26 юли 1542), омъжена 1529 г. за граф Бертхолд XVI фон Хенеберг-Рьомхилд (1497 – 1549), син на граф Херман VIII фон Хенеберг-Рьомхилд (1470 – 1535)
- Елизабет (* ок. 3 май 1516; † 26 март 1541), омъжена I. на 27 януари 1539 г. в Дрезден за херцог Фридрих Саксонски (1504 – 1539), II. ок. 1540 г. за Кристоф фон Рогендорф (* 1510)
- Петер Ернст I фон Мансфелд-Фридебург (* 12 август 1517; † 23 май 1604), испански фелдмаршал, женен I. за Маргарета фон Бредероде († 1554), II. 27 януари 1539 г. за Мари дьо Монморанси († 1570), III. за Анна фон Бенцерат
- Йохан Албрехт VI фон Мансфелд-Арнщайн (* 5 февруари 1522; † 8 юли 1586), женен на 29 май 1552 г. в Арнщат за Магдалена фон Шварцбург-Бланкенбург (1530 – 1565), II. на 30 януари 1570 г. Катарина фон Глайхен-Бланкенхайн (1548 – 1601)
- Йохан Хойер II фон Мансфелд-Фордерорт-Артерн (* 1525; † 26 март 1585), женен на 16 февруари 1556 г. в замък Мансфелд за Марта фон Мансфелд (* ок. 1536), дъщеря на граф Албрехт VII фон Мансфелд-Хинтерорт (1481 – 1560) и Анна фон Хонщайн-Клетенберг († 1559)
- Йохан Ернст I фон Мансфелд-Фордерорт (* 1527; † 25 септември 1575), женен за Сара фон Мансфелд-Хинтерорт (1537 – 1565), дъщеря на граф Албрехт VII фон Мансфелд-Хинтерорт (1481 – 1560) и Анна фон Хонщайн-Клетенберг († 1559)
- Йохан Гебхард I (* ок. 1524; † 2 ноември 1562), архиепископ на Кьолн (1558 – 1562)
- 3 деца